# Peter Barry
Peter Barry (irl. Peadar de Barra; ur. 10 sierpnia 1928 w Corku, zm. 26 sierpnia 2016 tamże) – irlandzki polityk i przedsiębiorca, działacz partii Fine Gael, deputowany, minister oraz wicepremier.

## Życiorys
Syn polityka Anthony’ego Barry’ego. Kształcił się w prowadzonej przez szkole CBC Cork. Był zawodowo związany z rodzinnym przedsiębiorstwem Barry’s Tea, zajmującym się dystrybucją i importem herbaty.
Zaangażował się w działalność polityczną w ramach Fine Gael. W 1967 wszedł w skład władz miejskich Corku. W latach 1970–1971 pełnił funkcję burmistrza tej miejscowości. W 1969 po raz pierwszy uzyskał mandat posła do Dáil Éireann. W ośmiu kolejnych wyborach z powodzeniem ubiegał się o reelekcję, zasiadając w niższej izbie irlandzkiego parlamentu do 1997, kiedy to nie ubiegał się o ponowny wybór.
Wchodził w skład rządów, którymi kierowali Liam Cosgrave i Garret FitzGerald. Zajmował stanowiska ministra transportu i energii (od marca 1973 do grudnia 1976), ministra edukacji (od grudnia 1976 do maja 1977), ministra środowiska (od czerwca 1981 do marca 1982) oraz ministra spraw zagranicznych (od grudnia 1982 do marca 1987). Od stycznia do marca 1987 był jednocześnie wicepremierem. Dwukrotnie był zastępcą lidera Fine Gael, w 1987 bez powodzenia ubiegał się o przywództwo w partii.

## Życie prywatne
W 1958 zawarł związek małżeński z Margaret O’Mullane, z którą miał sześcioro dzieci (w tym córkę Deirdre Clune).